# Donald Bradman

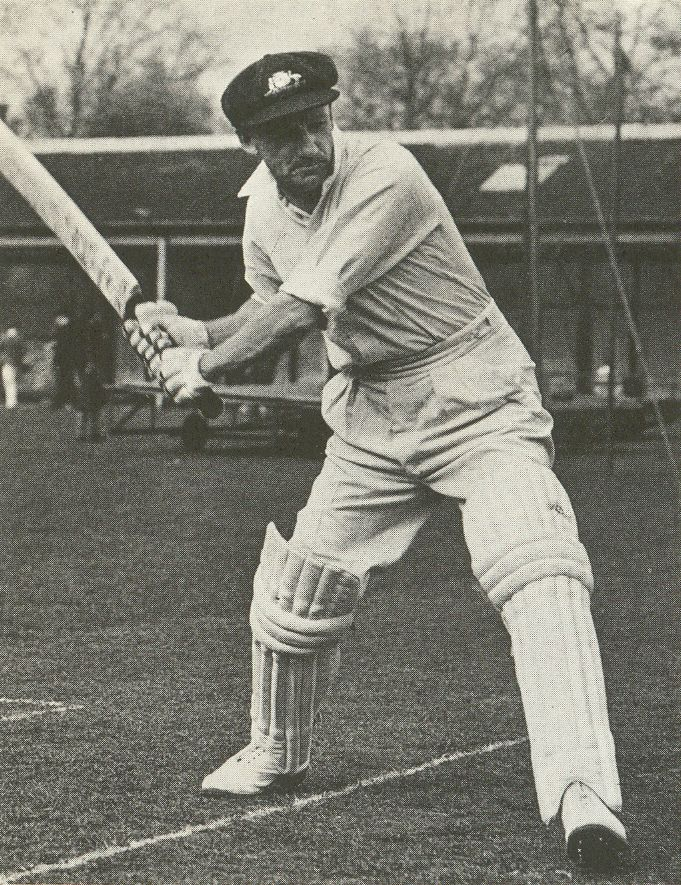
Donald Bradman

Donald George Bradman (Cootamundra, 27 augustus 1908 - Kensington Park, 25 februari 2001), ook wel The Don genoemd, was een legendarische Australische cricketer. Hij wordt door velen gezien als de beste batsman aller tijden, alhoewel een andere sterke kandidaat voor deze titel Sachin Tendulkar is. Zijn batting average in testwedstrijden van 99.94 wordt gezien als een buitengewone sportprestatie. Hij is tot op de dag van vandaag de populairste sporter in zijn land.
Bradman groeide op in Bowral. Hij speelde van 1928 tot 1948 test-cricket: zijn debuut was in de eerste test tegen Engeland. Zijn test-carrière werd acht jaar onderbroken door de oorlogsjaren. In zijn 52 test-wedstrijden en tachtig innings haalde hij 29 centuries en 13 halfcenturies. Met twintig jaar was hij de jongste speler die een century scoorde en hij had nog verschillende andere records op zijn naam staan. Eén record staat tot op de dag van vandaag in de boeken, zijn slaggemiddelde van 99,94.
In 1948 werd hij geridderd en in 1985 werd hij opgenomen in de Australian Sportshall of Fame.